# Moussac (Gard)
Moussac település Franciaországban, Gard megyében. Lakosainak száma 1564 fő (2022. január 1.). Moussac Brignon, Castelnau-Valence, Saint-Chaptes, Saint-Dézéry és Sauzet községekkel határos.

## Népesség
A település népességének változása:
| Lakosok száma | 816  | 953  | 966  | 1147 | 1338 | 1434 | 1485 | 1523 | 1534 | 1564 |
|               | 1968 | 1982 | 1990 | 2006 | 2013 | 2015 | 2017 | 2019 | 2020 | 2022 |